# Hernán Barreneche
Hernán Barreneche, född 25 juli 1939, är en friidrottare från Colombia. Han deltog vid olympiska sommarspelen 1968 och olympiska sommarspelen 1972.